# Кошовий Євген Вікторович
Євге́н Ві́кторович Кошови́й (нар. 7 квітня 1983, Ківшарівка, Харківська область, Українська РСР) — український шоумен, телеведучий та комічний актор. У минулому учасник команди КВК «Ва-банкЪ» з Луганська (2000—2005). З 2005 — ведучий шоу «Розсміши коміка», «Вечірній квартал». З 2019 — ведучий програми «Ліга Сміху».

## Життєпис
Народився в родині котельника й виховательки дитсадка. У 1989 році сім'я переїхала до Алчевська на Луганщині. Закінчив акторський факультет Луганського коледжу культури. Заочно закінчив режисерський факультет Луганського інституту культури і мистецтв. Крім того, навчався в музичній школі грати на саксофоні.
Єдиний об'єкт розіграшів та жартів у акторському складі «Студії Квартал-95». Лисий комік-персонаж прийшов до студії з Луганської команди КВК «Ва-банкЪ». Співведучий ранкової недільної розважальної програми «Україно, вставай!» на телеканалі «Інтер». Також із 2012 року — суддя програми «Розсміши коміка». З 2017 року був членом журі «Ліги сміху». У 2019 році став ведучим Ліги сміху, замінюючи Володимира Зеленського, обраного президентом України.

## Родина та особисте життя
- Батько — Віктор Якович (11.12.1946 — 24.04.2014), працював все життя на Алчевському металургійному комбінаті
- Мати — Надія Іванівна (нар. 6 листопада 1954), після закінчення педагогічного училища стала вихователькою у дитячому садку
- Брат — Дмитро (нар. 25 січня 1976), працює електриком.
- Доньки — Варвара Кошова (нар. 15 січня 2008), Серафима Кошова.

Одружений з 2007 року, дружина Ксенія — танцюристка балету Олени Коляденко «Фрідом». Разом з дружиною виховує доньок Варвару та Серафиму.

## Фільмографія

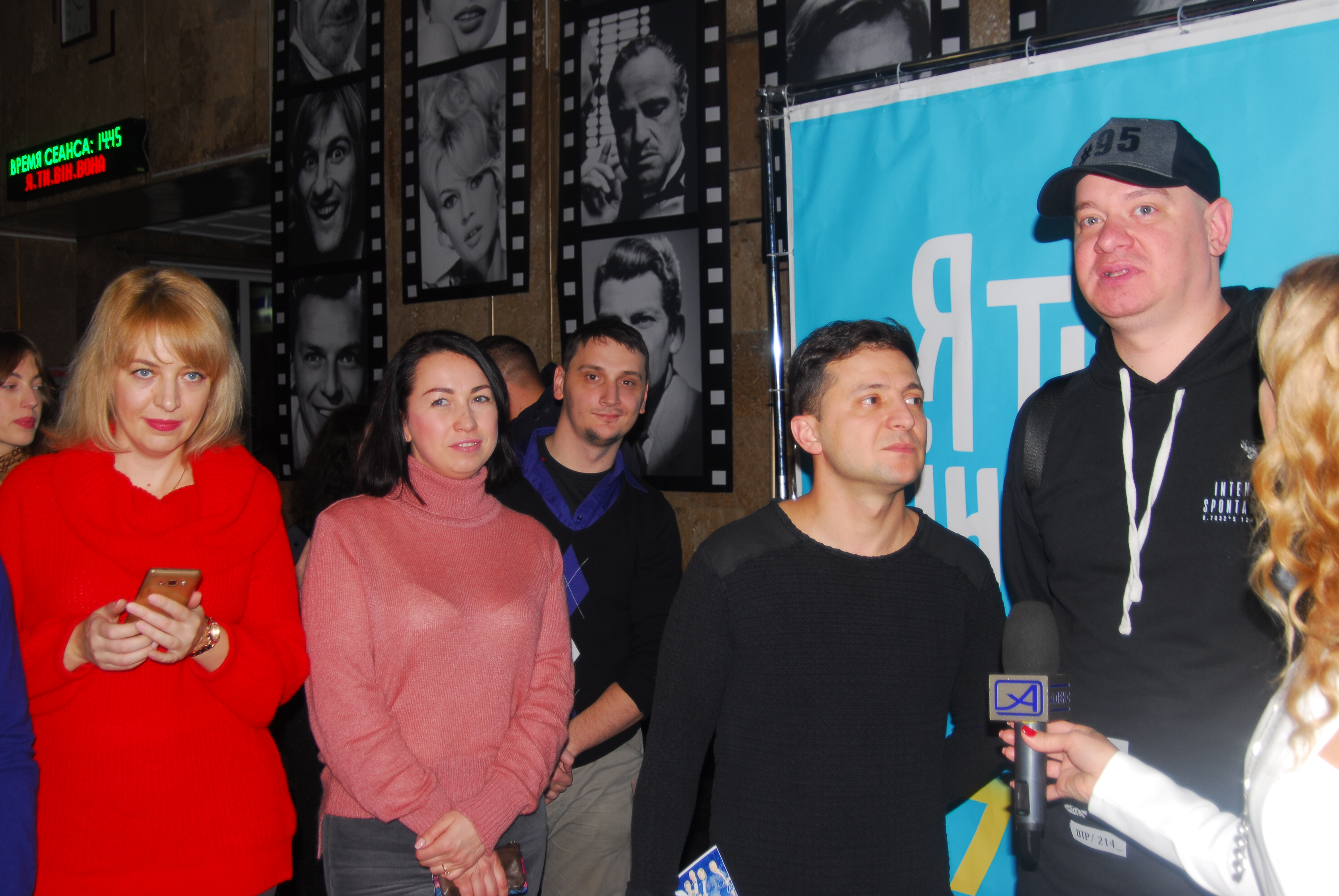

- 2006 — «Міліційна академія»
- 2007 — «Дуже новорічний фільм, або Ніч в музеї» — Нострадамус
- 2008 — «Стріляй, негайно!» — адміністратор в готелі
- 2009 — «Как казаки…» (мюзикл, Євген)[4]
- 2010 — «Кохання у великому місті 2» (гастарбайтер)
- 2011 — «Байки Митяя» — Євгеній, студент
- 2011 — «Небесні родичі» — Сухий, зек
- 2011 — «Службовий роман. Наш час» (Степан, системний адміністратор)
- 2012 — «Ржевський проти Наполеона» (Левша)
- 2012 — «Той ще Карлосон!» (вчитель)
- 2012 — «8 перших побачень» (таксист)
- 2014 — «Кохання у великому місті 3» — Ніколайчук, приватний детектив (працівник охоронної фірми «Щит и Меч»)
- 2015 — «8 нових побачень» — гість на весіллі
- 2015 — «Слуга народу» — Сергій Вікторович Мухін, міністр закордонних справ
- 2016 — «8 кращих побачень» — «водій головного героя»
- 2017 — «Слуга народу 2» — Сергій Вікторович Мухін, міністр закордонних справ
- 2018 — «Я, ти, він, вона» — Борис

### Озвучування
- 2009 — 13-й район: Ультиматум — Льєто
- 2010 — Нікчемний я — Вектор
- 2013 — Турбо — Смув Мув
- 2016 — Angry Birds у кіно — Чак
- 2018 — Кролик Петрик — Кролик Петрик
- 2019 — Angry Birds у кіно 2 — Чак
- 2021 — Кролик Петрик 2: Втеча до міста — Кролик Петрик

## Нагороди
- Орден «За заслуги» III ст. (23 серпня 2022).[5]

## Телебачення
- Вассал Народу — Жан-Поль Бельмондо
- Шерлох — Шерлок Холмс